# Nggwahyi jezik
Nggwahyi jezik (ngwaxi, ngwohi; ISO 639-3: ngx), čadski jezik skupine biu-mandara kojim govori oko 2 000 ljudi (1995) u nigerijskoj državi Borno
Pripadnici etničke grupe nose naziv Nggwahyi, Ngohi ili Ngwohi, a populacija im iznosi oko 20 000 u deset sela u državi Borno.

## Vanjske poveznice
- Ethnologue (14th)
- Ethnologue (15th)